# Błotowo
Błotowo (kaszb. Błotowò) – część wsi Skwierawy w Polsce, położona w województwie pomorskim, w powiecie bytowskim, w gminie Studzienice, na Pojezierzu Bytowskim. Wchodzi w skład sołectwa Skwierawy. 
W latach 1975–1998 Błotowo administracyjnie należało do województwa słupskiego.